# Крафт, Морис и Катя
Катя Крафт (урожденная Кэтрин Мари Жозефина Конрад; фр. Catherine Marie Joséphine Krafft; 17 апреля 1942, Сульс-О-Рен — 3 июня 1991) и её муж Морис Поль Крафт (фр. Maurice Paul Krafft; 25 марта 1946, Гебвиллер — 3 июня 1991) — французские вулканологи, погибшие во время извержения вулкана Ундзэн на японском острове Кюсю. Известны как первопроходцы в съёмках, фотографировании и видеозаписи деятельности вулканов. Крафты — авторы ряда книг, в основном, посвящённых вулканам мира.

## Биография
Встретились во время учёбы в Страсбургском университете на свидании вслепую. Вскоре стали совместно наблюдать за вулканической деятельностью в разных концах света. В 1970 году поженились. Одной из первых их успешных поездок было извержение вулкана Стромболи, когда они сфотографировали почти непрерывное его извержение.
Во время своей исследовательской деятельности часто сталкивались с вулканическими угрозами, попадали под пирокластические и лавовые потоки.
В 1991 году фиксировали активность вулкана Пинатубо на филиппинском острове Лусон. Их видеоматериалы были показаны большому количеству людей, включая президента Филиппин Корасон Акино, и убедили многих скептиков в необходимости эвакуации прилегающего района. Заслуживают внимания также отснятые Крафтами видеоматериалы извержения стратовулкана Руис близ г. Манисалес в Колумбии.
Весной 1991 года вулканологи Морис и Катя Крафт приехали в японский город Симабара, чтобы сфотографировать небольшие пирокластические потоки, пробивавшиеся из лавового купола на пике вулкана Ундзэн. Они поднялись туда с Гарри Гликеном, молодым геологом, приехавшим в Японию для изучения вулканической активности. Им сопутствовали японские репортёры, поднимавшиеся по склону.
Во время подъёма раздался громовой звук. Лава вокруг верхушки — серая на поверхности, но раскалённая внутри — высвободилась и потекла вниз. Её движение вызвало появление облака с очень высокой температурой. Три вулканолога, журналисты, водители машин и фермеры мгновенно умерли, когда облако настигло их. В итоге — 41 жертва.
Работа Крафтов была освещена в видеовыпуске National Geographic Channel, в котором содержалось большое количество их видеоматериалов и фотографий, а также интервью с обоими вулканологами. Морис сказал в этом видео 

«Я никогда не боюсь, потому что за 23 года я видел столько извержений, что даже если я умру завтра, мне всё равно».

## Память
- Вулканический кратер вулкана Питон-де-ла-Фурнез на юго-востоке острова Реюньон в Индийском океане (Маскаренские острова)
- Документальный фильм «Огонь любви[англ.]», отмеченный множеством наград.

## Избранные публикации
Морис Поль Крафт
- Guide des volcans d’Europe : généralités, France, Islande, Italie, Grèce, Allemagne… — Neuchâtel: Delachaux et Niestlé, 1974. — 412 pp.
- Questions à un vulcanologue : Maurice Krafft répond. — Paris: Hachette-Jeunesse, 1981. — 231 pp.
- Les Volcans et leurs secrets. — Paris: Nathan, 1984. — 63 pp.
- Le Monde merveilleux des volcans. — Paris: Hachette-Jeunesse, 1981. — 58 pp.
- Les Feux de la Terre : Histoire de volcans, collection Découvertes Gallimard (n° 113). — Paris: Gallimard, 1991. — 208 pp.
- Volcanoes: Fire from the Earth, Abrams Discoveries series. — New York: Abrams Books, 1993.
- Volcanoes: Fire from the Earth, New Horizons series. — London: Thames & Hudson, 1993.

Морис и Катя Крафт
- À l’assaut des volcans, Islande, Indonésie. — Paris: Presses de la Cité, 1975. — 112 pp.
- Preface by Eugène Ionesco, Les Volcans. — Paris: Draeger-Vilo, 1975. — 174 pp.
- La Fournaise, volcan actif de l’île de la Réunion. — Saint-Denis: Éditions Roland Benard, 1977. — 121 pp.
- Volcans, le réveil de la Terre. — Paris: Hachette-Réalités, 1979. — 158 pp.
- Dans l’antre du Diable : volcans d’Afrique, Canaries et Réunion. — Paris: Presses de la Cité, 1981. — 124 pp.
- Volcans et tremblements de terre. — Paris: Les Deux Coqs d’Or, 1982. — 78 pp.
- Volcans et dérives des continents. — Paris: Hachette, 1984. — 157 pp.
- Les plus beaux volcans, d’Alaska en Antarctique et Hawaï. — Paris: Solar, 1985. — 88 pp.
- Volcans et éruptions. — Paris: Hachette-Jeunesse, 1985. — 90 pp.
- Les Volcans du monde. — Vevey-Lausanne: Éditions Mondo, 1986. — 152 pp.
- Objectif volcans. — Paris: Nathan Image, 1986. — 154 pp.
- Führer zu den Virunga Vulkanen. — Stuttgart: F. Enke, 1990. — 187 pp.

Морис Поль Крафт в соавт. с Роландом Бенаром
- Au cœur de la Fournaise. — Orléans: Éditions Nourault-Bénard, 1986. — 220 pp.
- Maurice Krafft, Katia Krafft and François-Dominique de Larouzière. Guide des volcans d’Europe et des Canaries. — Neuchâtel: Delachaux et Niestlé, 1991. — 455 pp.